# Scoliocentra flavotestacea
Scoliocentra flavotestacea – gatunek muchówki z rodziny błotniszkowatych i podrodziny Heleomyzinae.
Gatunek ten opisany został w 1838 roku przez Johana Wilhelma Zetterstedta jako Helomyza flavotestacea.
Muchówka o ciele długości od 6,5 do 7 mm. Jej przednie szczecinki orbitalne są bardzo małe i osadzone blisko tylnych szczecinek orbitalnych. Tułów jej cechuje się żółtawym ubarwieniem, obecnością szczecinek na propleurach, dwóch par szczecinek sternopleuralnych, zwykle jedną parą szczecinek na przedpiersiu i nagimi mezopleurami. Narządy genitalne samca są prawie symetrycznie zbudowane.
Owad znany z Wielkiej Brytanii, Francji, Belgii, Niemiec, Szwecji, Norwegii, Finlandii, Szwajcarii, Austrii, Włoch, Polski, Czech, Słowacji, Rumunii, Bułgarii i Rosji: od Półwyspu Kolskiego przez Syberię po Daleki Wschód. Notowany także w Kaukazie i Ameryce Północnej.